# Ихаванду
Ихаванду (мальд. އިހަވަންދޫ) — один из обитаемых островов в составе административного атолла Хаа-Алиф, Мальдивы.
Расположен на крайнем севере Мальдивского архипелага, примерно в 313 км от столицы страны, города Мале. Составляет 880 м в длину и 860 м в ширину. Площадь острова — 60,54 га. Население Ихаванду по данным на 2009 год составляет 2633 человека. По данным на 2006 оно насчитывало 2447 человек: 1209 мужчин и 1238 женщин. Возрастная структура населения: 1350 человек — младше 18 лет (55 %); 276 человек — от 19 до 25 лет; 716 человек — от 26 до 64 лет и 105 человек — в возрасте 65 лет и старше. Уровень грамотности населения — 95,8 %.
Почти всё взрослое население занимается ловлей рыбы. На острове имеется одна школа. По состоянию на 2011 год в ней обучалось 757 учеников.